# Kawiarnia Szkocka

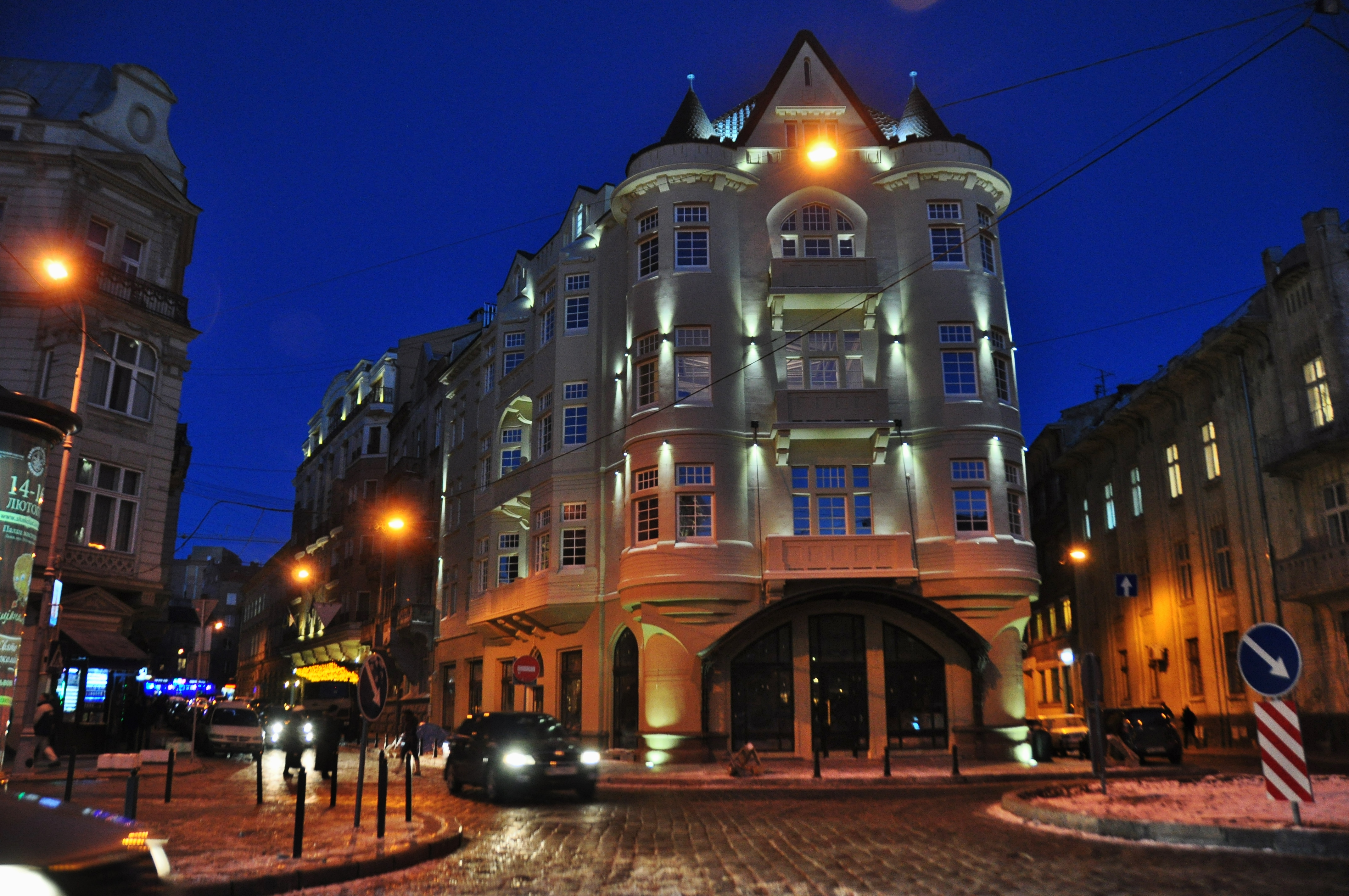
Plac Akademicki. Budynek, na parterze którego mieściła się kawiarnia Szkocka

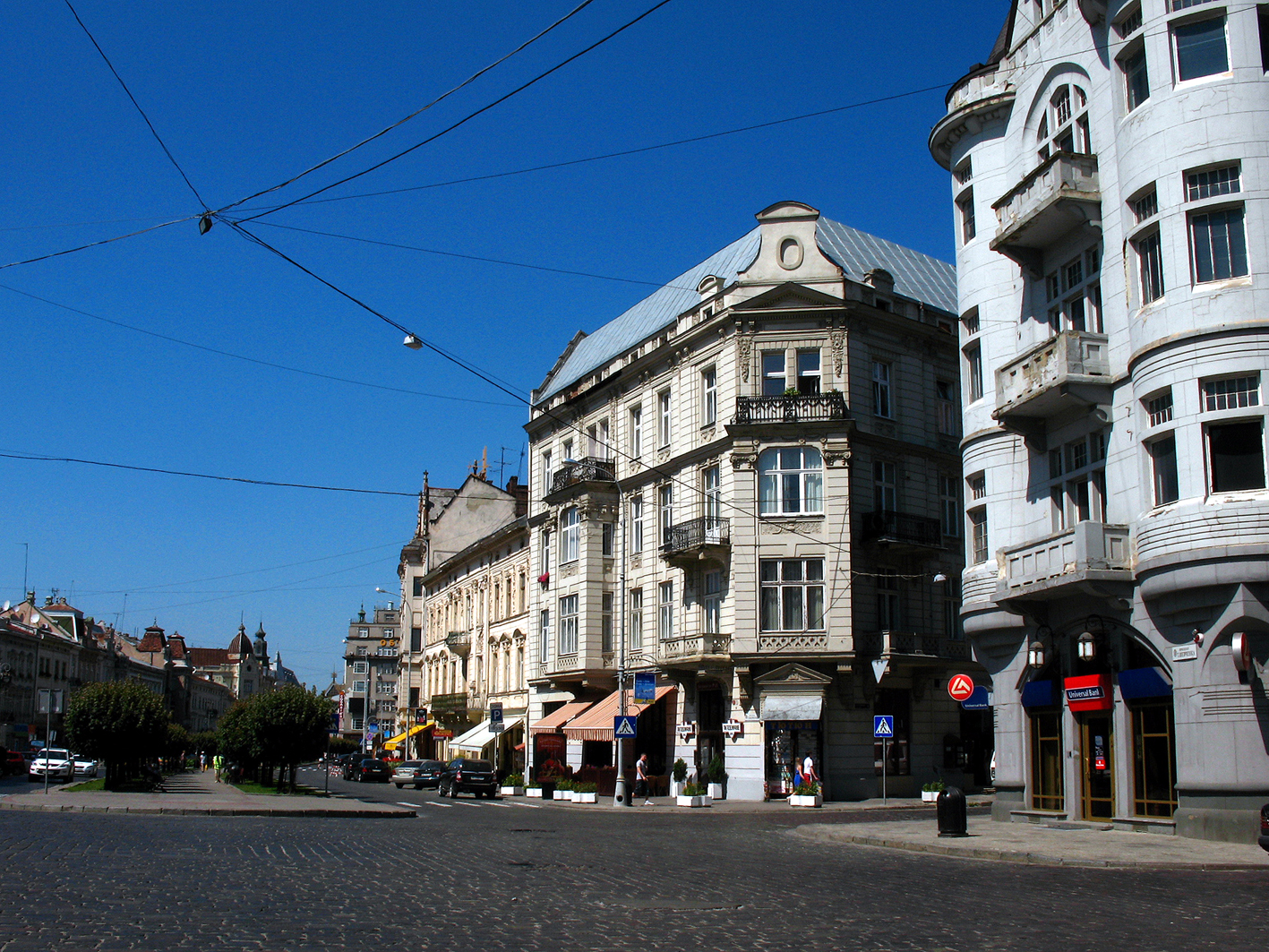
Ulica Akademicka – po prawej dawna siedziba kawiarni

Kawiarnia Szkocka – przedwojenna lwowska kawiarnia, położona w centrum miasta, przy placu Akademickim 9, w pobliżu starego gmachu Uniwersytetu.
Kawiarnia Szkocka była lokalem o różnorodnej klienteli. Odwiedzali ją profesorowie lwowskich uczelni, zakochani, plotkarki, samotni czytelnicy gazet, bibliofile, bilardziści, żydowska inteligencja, studenci z pobliskiego Domu Akademickiego, ludzie z wszystkich stanów i sfer. Kawiarnia była także miejscem spotkań Klubu Konstrukcjonalistów.

## Lwowska szkoła matematyczna

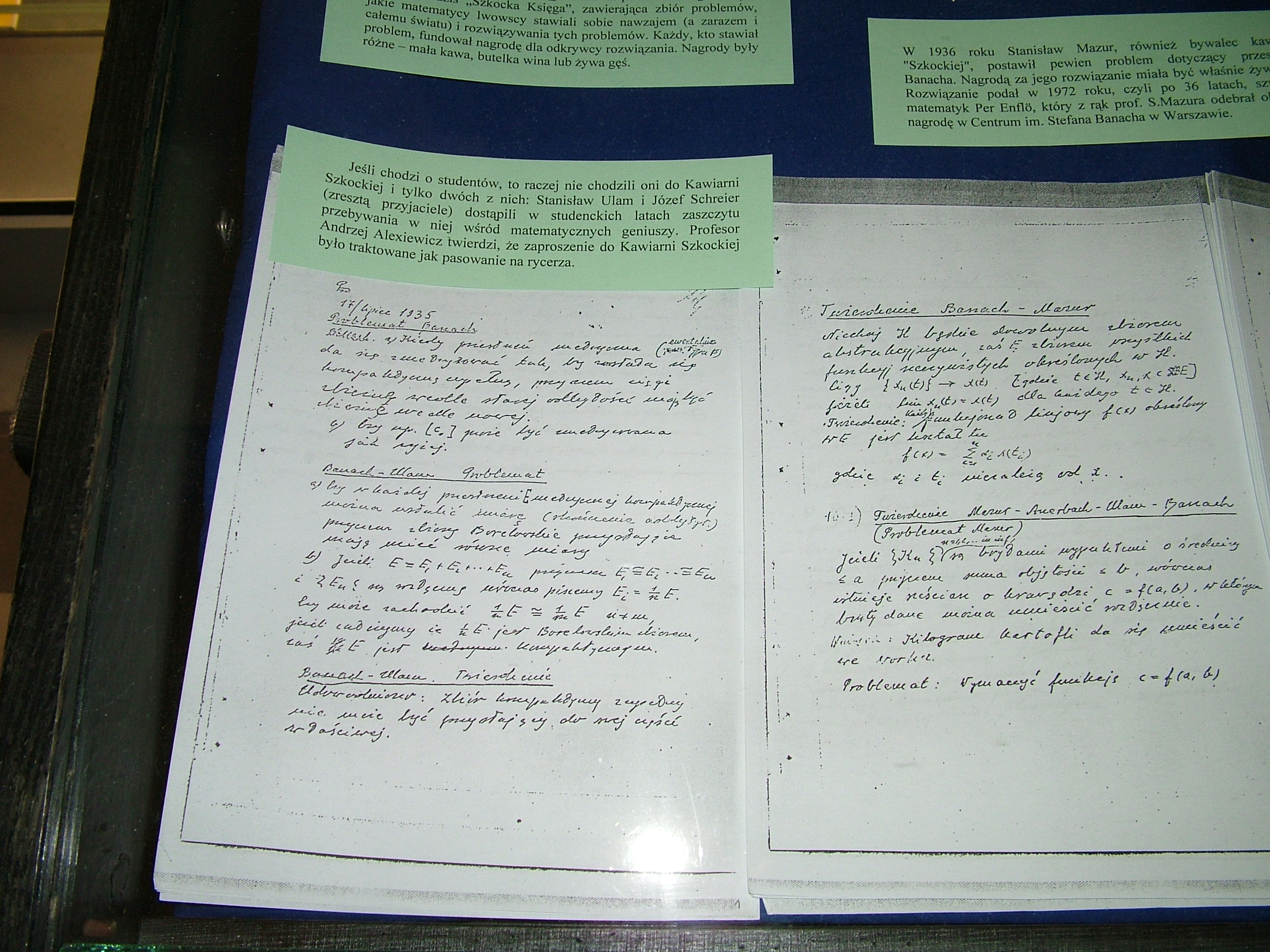
Fragmenty Księgi Szkockiej

Kawiarnia była miejscem codziennych długich spotkań lwowskich matematyków i miejscem tworzenia ich teorii. Początkowo notatki robiono kopiowym ołówkiem na marmurowych blatach stolików kawiarnianych, później – aby uniknąć zatarcia – w grubym zeszycie dostarczonym przez żonę Stefana Banacha, Łucję. Zeszyt ten, nazwany Księgą Szkocką, stał się z czasem zbiorem problematów matematycznych. Za ich rozwiązanie oferowano różnego rodzaju nagrody, np. żywą gęś.
Wielogodzinne posiedzenia, trwające często do późnych godzin nocnych, podczas których uczestnicy dysput pili kawę, koniak, grali w szachy, słuchali muzyki, były czasem narodzin nowatorskich prac z nowej dziedziny matematyki – analizy funkcjonalnej.
W roku 2002 w Nowym Jorku ukazał się tom wierszy pt. The Scottish Cafe (polskie wydanie: Kawiarnia Szkocka 2010 rok) autorstwa Susany H. Case, inspirowany spotkaniami grupy matematyków w ww. kawiarni w epoce nadciągającej wojny światowej.
W 2015 roku została otwarta we Lwowie „Szkocka. Restauracja i Kawiarnia”, znajduje się ona jednak pod innym adresem – Prospekt Szewczenki 27, u zbiegu ulic Fredry i Hercena.